# Mama Negra
La Santísima Tragedia, conocida popularmente como Mama Negra, es una fiesta que se realiza dos veces al año en la ciudad ecuatoriana de Latacunga, capital de la Provincia de Cotopaxi. Originalmente celebrada en honor a la Virgen de la Merced, se ha convertido en una de las festividades culturales más importantes a nivel nacional, por lo que desde 2005 es oficialmente "Patrimonio Cultural Inmaterial del Ecuador", y atrae (principalmente en la edición de noviembre) a miles de turistas nacionales e internacionales.
La primera edición del año se realiza en el mes de septiembre, organizada por las vivanderas, devotos y donantes de los mercados La Merced y del Salto. El desfile principal se lleva a cabo el día de la Virgen de la Merced (24 de septiembre). En esta edición participan principalmente los voluntarios de las parroquias eclesiásticas de El Salto y La Merced. La segunda edición se realizaba a mediados de noviembre, organizada por el GAD Municipal de Latacunga, con la participación de casi todas las instituciones públicas de la ciudad, originariamente para celebrar el aniversario de la Independencia de Latacunga (11 de noviembre), pero en los últimos años se ha celebrado en la primera semana de noviembre para promover la llegada de turistas nacionales (durante el feriado del día de los difuntos y la Independencia de Cuenca).

## Origen
Los orígenes de la Mama Negra son algo inciertos, existiendo varias teorías. No obstante, se cree que se originó en la época colonial, siendo la teoría más aceptada la de que al activarse el volcán Cotopaxi en 1742, los habitantes de la ciudad de Latacunga y sus alrededores, encabezados por Gabriela de Quiroz, piden protección a la Virgen de la Merced, y la nombran "Abogada y Patrona del Volcán" y le prometen realizar una fiesta anual en su honor, como agradecimiento. Esta fiesta era realizada el 9 de diciembre con el nombramiento de dos priostes, «uno de los blancos y otro de los tiznados».
Otra teoría sitúa el origen principal de la Mama Negra en las fiestas que organizaron los negros (llevados allá en época de la colonia a trabajar en las minas) de la zona de Sigchos, para celebrar su liberación de la esclavitud; esto se dio a mediados del siglo XIX, cuando el general José María Urbina, luego de asumir la presidencia, decretó la abolición de la esclavitud. Los negros consideraron que este hecho se había producido gracias a la intervención de la Virgen de la Merced, e instituyeron esta fiesta como un homenaje en su honor.
En todo caso, para fines el año de 1877 el Cotopaxi vuelve a reactivarse y el martes 26 de junio, entra en erupción: derramó lava durante un intervalo de tiempo de 25 minutos, arrojando además piedras de gran tamaño que llegaron hasta la ciudad, causando la muerte de más de 300 personas y destruyendo gran parte de la ciudad y sus alrededores. Los pobladores de Latacunga tuvieron que subir al cerro El Calvario, en ese entonces al oriente de la ciudad, buscando huir del material piroclástico, iban aferrados a la imagen de la Virgen de la Merced, a la cual pidieron clemencia. Como consecuencia de esta tragedia, se cambia de fecha la festividad popular a ese día, hasta que en el año de 1945, se renuevan los votos a la Virgen de la Merced proclamándola "Patrona contra la Furia del Volcán", y se traslada la fiesta definitivamente al 24 de septiembre.
Para el año 1963, moradores del centro de la ciudad de Latacunga prestan atención a ésta festividad y bajo la idea del fundador del periódico La Gaceta, Rafael Sandoval Pastor, deciden representarla mediante una parodia, junto a las festividades de conmemoración de la independencia de la ciudad, en el mes de noviembre. Esta representación recibe apoyo de la ciudadanía y posteriormente del cabildo municipal, por lo que luego de unos años, el Municipio de Latacunga institucionaliza la festividad, organizando desde entonces la edición de noviembre. Es así que desde entonces, coexisten dos ediciones al año de la Mama Negra, la edición original, celebrada en septiembre, y la edición de noviembre, de carácter oficial.

## Costumbres
La organización de la fiesta estaba a cargo en sus inicios de los "priostes", siendo el prioste mayor quien cumplía el rol de “Capitán”, pero debido al gran gasto económico que demanda esta celebración, se modificó esta figura. La principal diferencia entre las dos ediciones anuales de la Mama Negra radica en los preparativos, ya que la edición de septiembre es realizada de forma completamente empírica, únicamente por voluntarios de las parroquias eclesiásticas de El Salto y La Merced, principalmente personal de los mercados y devotos de la Virgen de La Merced, en su deseo de expresar gratitud por los favores recibidos. Es así que esta edición es netamente coloquial, se desarrolla únicamente en el centro de la urbe. Es así que el día del desfile, luego de los preparativos realizados con mucha anterioridad por los organizadores, inicia la previa de la celebración en hora de la madrugada que comprende entre otras actividades: arreglo y vestimenta de todos los personajes, preparación y alimentación de los mismos y a sus acompañantes, recepción de grupos de danza, y bandas de música etc.
La segunda edición es completamente institucionalizada, cuenta con Comité Ejecutivo de fiestas conformado desde 1991 por los concejales de la ciudad, representantes de las principales instituciones públicas y "ex Mamas Negras" de las ediciones anteriores; son los responsables de la organización de todos los eventos y de designar a los personajes principales: la Mama Negra, el Capitán, el Abanderado, el Rey Moro y el Ángel de la Estrella. Son elegidos para representar estos personajes, ciudadanos ilustres de la ciudad, con una buena capacidad económica que permita patrocinar la fiesta. Además de los personajes principales el Comité busca más patrocinadores para la fiesta, eligiendo a las más prestigiosas instituciones públicas, empresas privadas, políticos y otros personajes destacados de la sociedad latacungueña, por lo que prácticamente casi toda la ciudad y sus alrededores están involucrados directa o indirectamente en la festividad.

## Celebración
Esta fiesta se lleva a cabo a finales de septiembre, los días 23 y 24, días en los que la Iglesia Católica conmemora a la Virgen de la Merced. Esta celebración se ha convertido a lo largo de los años en una de las festividades de mayor importancia en el país. Ésta es una celebración que consiste en un desfile de varios personajes pintorescos que realizan una comparsa por las calles de Latacunga, en donde la Mama Negra es el personaje principal, y representa a la Virgen María, la cual pasa por las calles cabalgando con una vestimenta muy peculiar: camisa bordada, adornos múltiples y pañolones largos sobresalen en el conjunto de su vestimenta. Lleva una muñeca a la que hace bailar, pero lo más característico durante esta comparsa es el recipiente lleno de leche y agua que hacer caer sobre los espectadores de personajes como el Rey Moro, el Ángel de las Estrellas y los Huacos, que también son parte de esta comparsa, representando cada uno parte de la historia precolombina de la región. Esta celebración convoca a turistas nacionales y extranjeros, y es un atractivo turístico.

## Personajes de la fiesta

### Principales
- La Mama Negra: Es la figura Central de la fiesta que va cabalgando con donaire y maestría, ataviada con ricos ropajes típicos del poblado y coloristas compuestos de grandes faldones, blusa bordada, adornos y hermosos pañolones (chalinas) que son cambiados en cada esquina del recorrido, la renovación constante la realizan dos personas mientras que una tercera persona porta un maletín lleno de estas prendas, gama completa de colores y modelos de estas prendas. En las alforjas del caballo van introducidos dos muñecos negros que representan a los hijos de Mama Negra, en sus brazos lleva a la hija menor haciéndola bailar con gestos picarescos, de vez en cuando la Mama Negra aprieta un "chispero" lleno con leche y agua, lanzando el líquido a los boquiabiertos espectadores. La Negra es guiada por el negro Trota frenos y el caballo es seleccionado cuidadosamente pues tiene que dominar el espantarse ante el enorme bullicio del gentío, los fuegos artificiales y las estruendosas bandas de música. Siempre será un hombre disfrazado de mujer, y se lo designa con un año de anticipación. Su rostro es pintado de negro. La Mama Negra va siempre a caballo: en la mano derecha lleva una muñeca negra (su hija Baltasara) a la que hace bailar al ritmo de la banda del pueblo que lo acompaña; con la mano izquierda, arroja leche con agua a los espectadores.
- El Ángel de la Estrella: Representa al Arcángel Gabriel: es un joven que va montado en un caballo y viste una túnica blanca adornada con encajes dorados o plateados. A la espalda lleva un par de alas de cartón igualmente blancas. Lleva también una corona en la que destaca una estrella grande, y en la mano lleva un cetro con una estrella en la punta. Este personaje es el encargado de recitar allí donde haya mayor concentración de gente las alabanzas a la Virgen.
- El Rey Moro: Siempre está muy arreglado para representar a un rey moro, es el encargado de adornar la procesión.
- El Abanderado: Una especie de militar adornado, encargado de entretener al público flameando coordinadamente una gran bandera a cuadros de colores.
- El Capitán: Este es el prioste mayor, el que se gasta la fiesta, “elegantemente” uniformado y con espada a la mano.

### Secundarios
- Las camisonas o guarichas:.- Por lo general son hombres vestidos con una camisa larga con pequeños lasos coloridos y puesto una peluca de otro color, algunos se pintan los labios y los párpados de los ojos esto asemejan a una mujer "guaricha", bailan al ritmo de la banda de pueblo moviendo la camisa de lado a lado como si fuera una falda, llevan un bolso lleno de caramelos u otros dulces que regalan al público mientras bailan con su cabresto golpeando contra el suelo para así dar paso a la comparsa y la gente debe retirarse de inmediato.
- Los loeros: Este personaje dicen loas al público con alabanzas a la Santísima Virgen de la Merced y tienen una botella de licor o un tipo de brebaje alcohólico casero grande, al finalizar la loa brindan una media copa de licor artesanal hechos por los mismos loeros.
- Los huacos: A la cabeza de las comparsas, los "huacos" o brujos toman "voluntarios" del público (generalmente mujeres) y les aplican limpias, el personaje del "huaco" invoca la fiesta indígena precolonial de la "Citua", un rito de purificación para alejar las epidemias que vienen con las lluvias de septiembre. La limpia consiste en un contundente soplo de trago, un baño de humo de cigarrillo y la invocación a las montañas "taitas" Imbabura, Chimborazo, y Carihuairazo, y listo. La limpia, por supuesto no es gratuita.
- Los ashangueros:: Son personajes, que representan a un hombre negro, fuerte, quien es el encargado de trasportar la Ashanga en su espalda ayudado de una estructura para este fin. La "Ashanga" es un conjunto de alimentos, víveres y adornos en los que destacan un cerdo ya horneado, varios animales como gallinas o cuyes, bebidas que representan una ofrenda a la Virgen de las Mercedes. Estos productos son consumidos al final de la celebración.